# Carlo Rancati
Carlo Rancati (né le 28 avril 1940 à Milan) est un coureur cycliste italien spécialiste du cyclisme sur piste ayant participé aux Jeux olympiques d'été de 1964. Il remporte une médaille d'argent dans l'épreuve de la poursuite par équipes.

## Palmarès

### Jeux olympiques
- Jeux olympiques de 1964 à Tokyo, Japon
  -  Médaille d'argent

### Championnats nationaux
- 1959
  - 3e du championnat d'Italie de poursuite par équipes amateurs
- 1962
  - 3e du championnat d'Italie de poursuite amateurs
- 1963
  -  Champion d'Italie de poursuite amateurs
- 1964
  - 2e du championnat d'Italie de poursuite amateurs
- 1966
  - 3e du championnat d'Italie de poursuite
- 1970
  - 2e du championnat d'Italie de demi-fond
- 1971
  - 3e du championnat d'Italie de demi-fond